# Mariä Geburt (Traunwalchen)

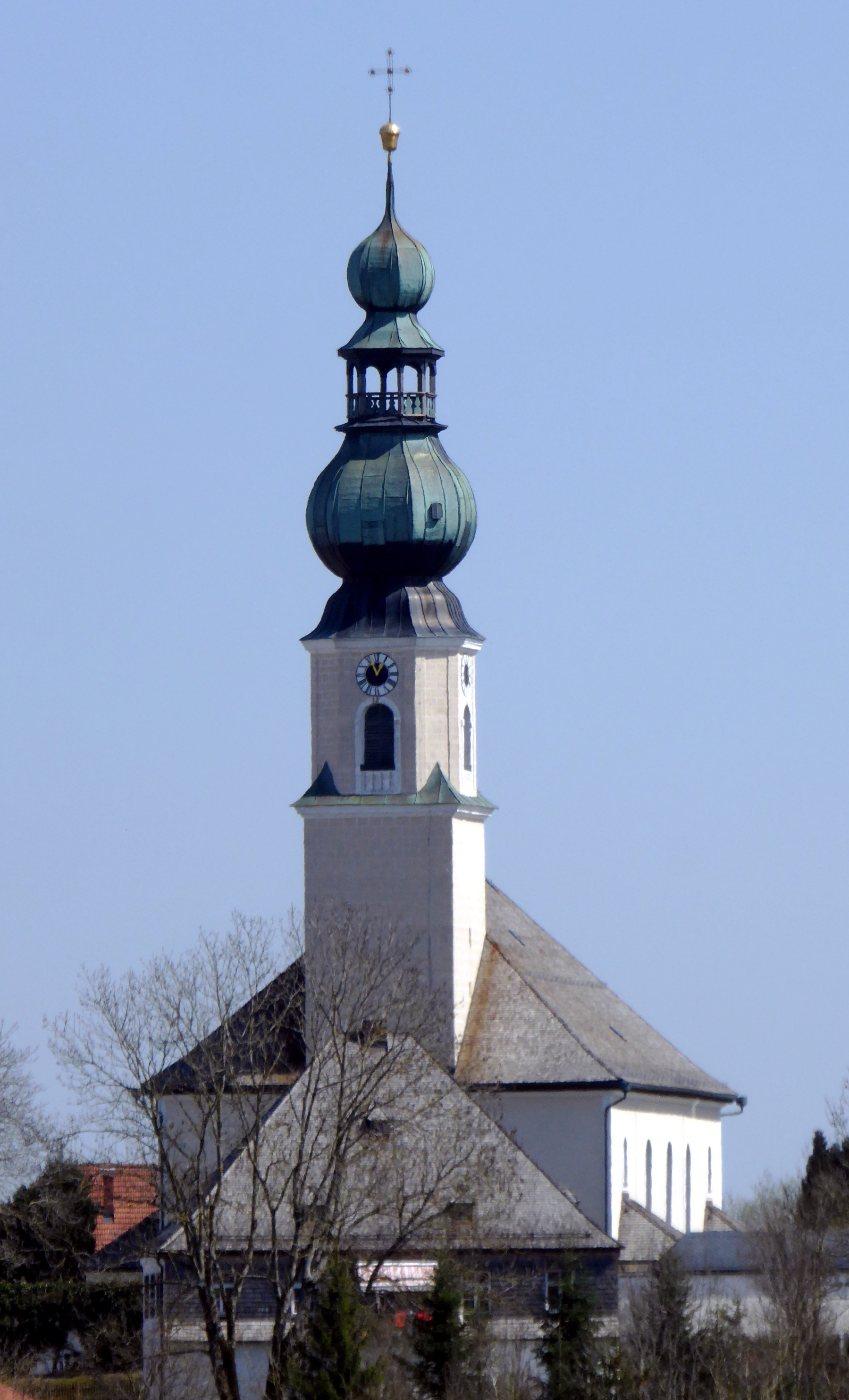
Pfarrkirche Traunwalchen

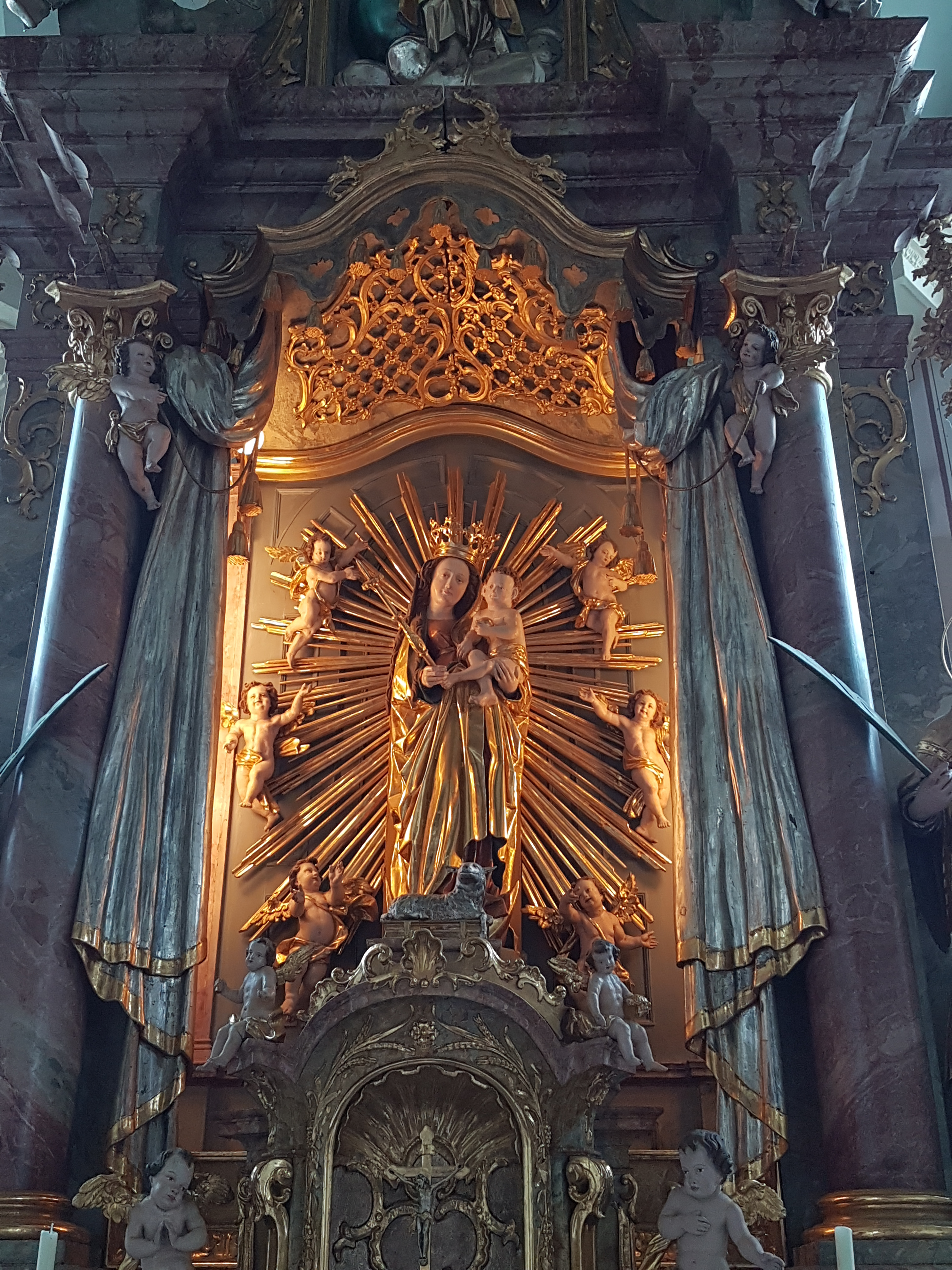
Hochaltar mit Madonna aus dem 15. Jahrhundert

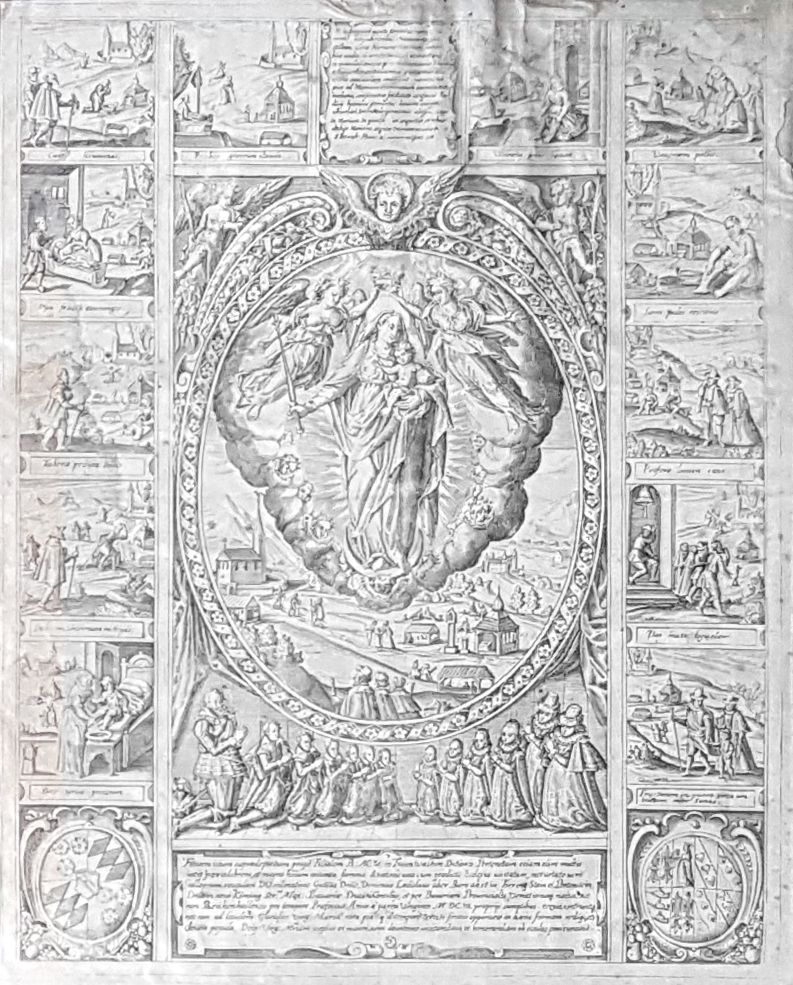
Kupferstich (17. Jh.) mit Szenen der Gründungsgeschichte der Marienwallfahrt in Traunwalchen

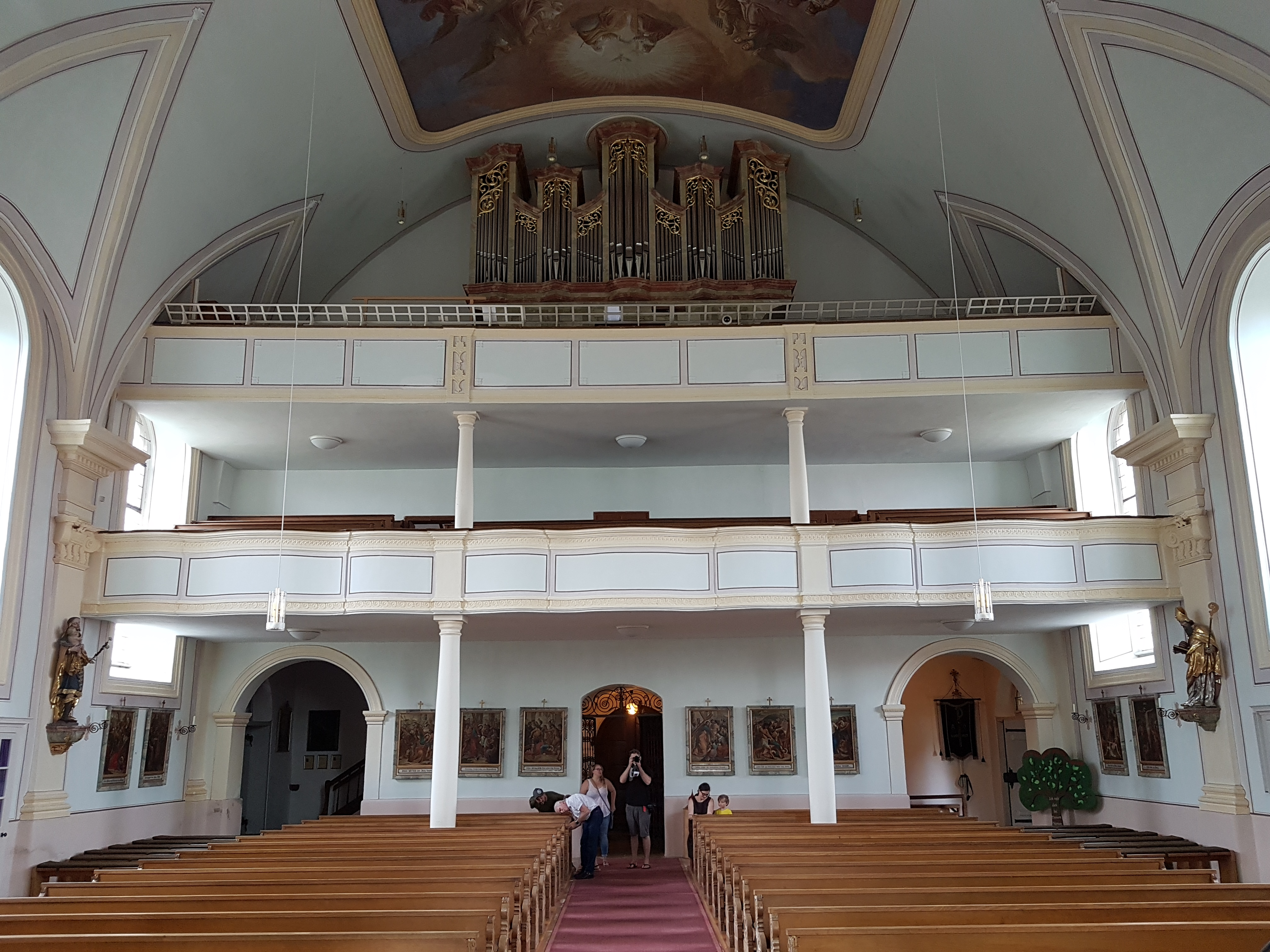
Innenraum Richtung Orgel

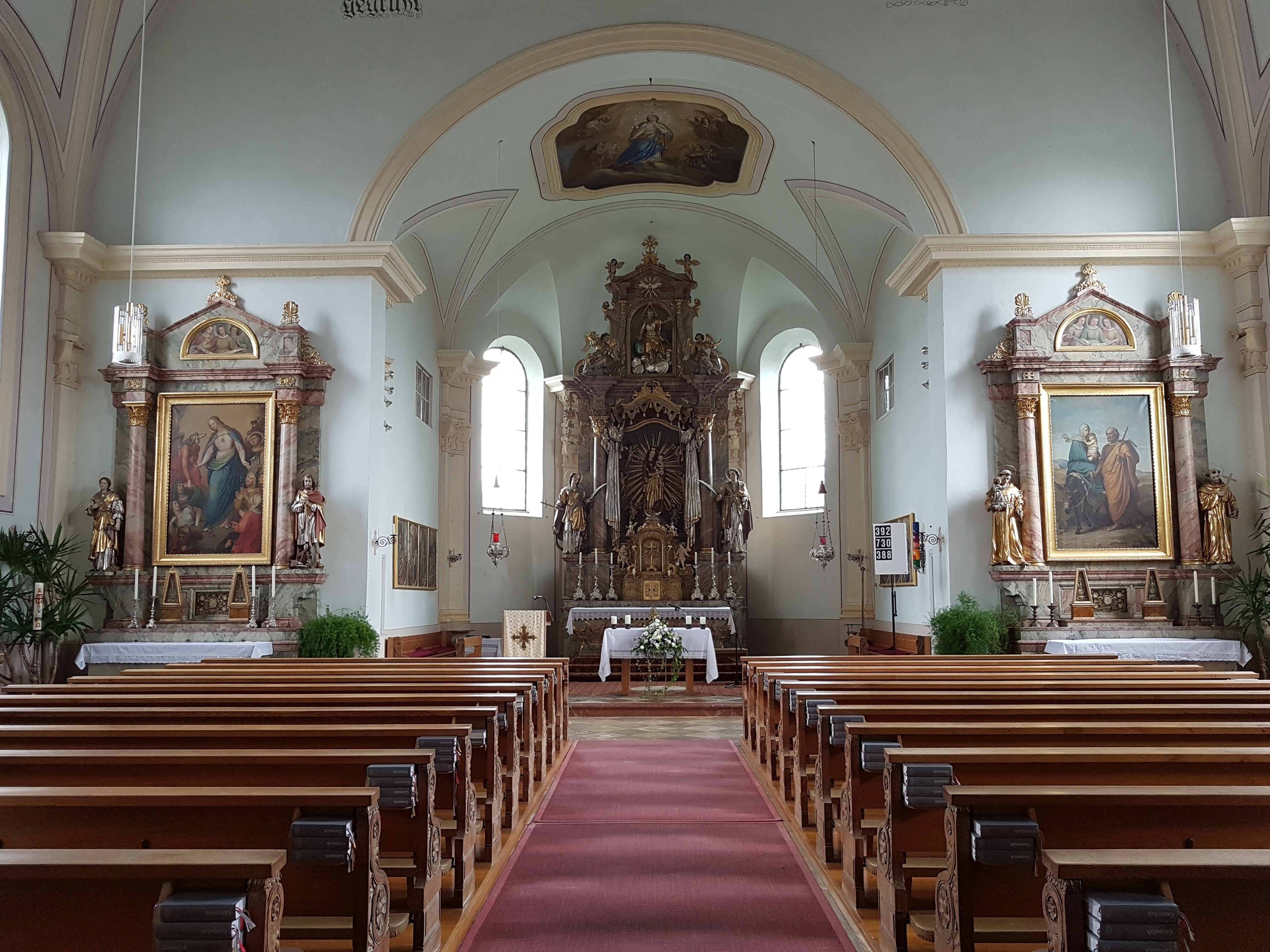
Innenraum mit den 3 Altären

Mariä Geburt in Traunwalchen, eine katholische Pfarr- und frühere Wallfahrtskirche, steht im Oberdorf des Ortsteils der Stadt Traunreut im oberbayerischen Landkreis Traunstein. Sie wurde auf dem Fundament einer spätgotischen Kirche von 1833 bis 1834 neu errichtet, der Turm stammt von 1717. Die Kirche ist ein Baudenkmal des Bayerischen Landesamtes für Denkmalpflege.

## Geschichte
790 werden Traunwalchen und seine Umgebung in der Salzburger Urkunde Notitia Arnonis erstmals erwähnt. Wann die erste Kirche im Ort gebaut wurde, lässt sich nicht mehr nachvollziehen. Die Kirche dürfte zur Pfarre St. Georgen gehört haben. Für diese geht die erste genau datierte Nachricht auf Bischof Adalbert von Salzburg zurück. In einer im Salzburger Urkundenbuch unter I/96 festgehaltenen Urkunde aus dem Jahr 928 wird eine Kirche von St. Georgen erwähnt (ad sanctum Georgium). In demselben Urkundenbuch findet sich auf S. 235 erst für das Jahr 1041 wieder ein Hinweis auf die Pfarrkirche (in locco ad sanctum Georgium). Jedenfalls wird die Kirche in Traunwalchen spätestens seit 1183 von Conventualen des Klosters Baumburg seelsorgerisch betreut.
1345 wird die inmitten einer Lichtung des „Weitholzes“ errichtete Filialkirche Kirchstätt eingeweiht. Um 1450 entstand das rätselhafte Traunwalchener Scheibenkreuz an der Friedhofsmauer. Es ist in seiner Art in Oberbayern einzigartig.
Von der damaligen gotischen Kirche ist nur die Madonna von Ende 15. des Jahrhunderts erhalten. Von 1507 datiert der älteste Eintrag im „Traunwalchener Mirakelbuch“. Nahezu 900 Vorfälle künden von der spätmittelalterlichen Wallfahrt nach Traunwalchen. 1551 muss nach jahrzehntelangem Rechtsstreit ein Teil des Ortes Traunwalchen von den Wittelsbachern, vertreten durch ihren Pfleger in Traunstein, aufgegeben werden. Das Oberdorf mit der Kirche wurde in den Herrschaftsbereich der Hofmark Pertenstein, die den Herren von Toerring gehört, eingegliedert.
1606 wurde nahe am Dorf Traunwalchen über einer Quelle die Frauenbrunn-Kapelle errichtet. Die Wallfahrt nach Traunwalchen nahm damit einen starken Aufschwung. 1717 wurde der markante Kirchturm errichtet, mit einer neuen achteckigen Glockenstube mit Doppelzwiebelaufsatz. 1768 arbeitete der in Trostberg ansässige Rokoko-Künstler Johann Georg Kapfer am neuen Hochaltar für die Traunwalchener Kirche. Sein Werk hat sich bis heute erhalten.
1805 wurde Traunwalchen nach der Aufhebung des Klosters Baumburg zu einer eigenen königlichen Pfarrei erhoben. 1808 wurde im Zuge der kirchenfeindlichen Politik des frühen 19. Jahrhunderts die Kirche in Kirchstätt abgerissen. 1818 erfolgte mit dem bayerischen Gemeindeedikt die Umwandlung der früheren Hauptmannschaft in eine politische Gemeinde. 1833 bis 1834 wurde aufgrund eines Gelübdes die Kirchstätter Kirche von den Bauern der Umgebung wieder aufgebaut.
1839 erfolgte der Neubau des Langhauses der Pfarrkirche, lediglich Chor und Turm blieben stehen. 1847 wurden die alten Seitenaltäre durch neue ersetzt, 1878 wurde die Kirche umfassend restauriert. 1905 erschien zum hundertjährigen Jubiläum der Pfarrei Pfarrer Lohrs Kurz gefasste Geschichte der Pfarrei Traunwalchen.
Die bunten Glasfenster der Pfarrkirche gingen bei Sprengungen nach dem Zweiten Weltkrieg zu Bruch. 1971 wurde die Traunwalchner Kirche erneut renoviert, dabei entfernte man die maroden Seitenaltäre. Mit der Inbetriebnahme eines neuen kommunalen Friedhofs im Traunwalchner Unterdorf 1972 erlosch das Recht auf eine Bestattung im Kirchenfriedhof.
In den 1990er Jahren wurden die Seitenaltäre in der Pfarrkirche wieder aufgestellt. 2005 musste der Kirchturm renoviert werden, dabei wurde die oberste Kuppel abgetragen und nach einer umfangreichen Renovierung wieder aufgebracht.
Die neue Orgel wurde von Orgelbau Osterhammer gebaut und am 13. April 2009 durch Weihbischof Franz Dietl eingeweiht. Sie hat 20 Register, dazu fünf Transmissionen aus dem Hauptwerk ins Pedal. Sie verfügt über zwei Manuale und Pedal, das zweite Manual als Schwellwerk.
Auf dem Kirchenfriedhof sind seit Januar 2017 wieder Bestattungen möglich.

## Pfarrei
Traunwalchen war bis 1803 eine Filiale der Pfarrei St. Georgen, die wiederum dem Kloster Baumburg inkorporiert war und von diesem geistlich betreut wurde. 1805 wurde Traunwalchen nach der Aufhebung des Klosters zu einer eigenen königlichen Pfarrei erhoben. Seit 2013 gehört die Pfarrei zum Pfarrverband Traunreut – Traunwalchen – St. Georgen.
Pfarrer
1. Ägidius Wörgötter (1806–1835)
2. Philipp Riembauer (1836–1841)
3. Joseph Göschl (1841–1851)
4. Joseph Sallinger (1851–1859)
5. Johann Michael Ernst (1859–1875)
6. Franz Seraph Straßberger (1875–1892)
7. Johann Baptist Lohr (1892–1907)
8. Josef Eiglsberger (1907–1916)
9. Max Fischer (1917–1923)
10. Josef Ficker (1923–1938)
11. Ludwig Laubender (1938–1948)
12. Georg Bachmeier (1949–1967)
13. Josef Otter (1968–1976)
14. Alois Obermaier (1976–1983)
15. Richard Datzmann (seit 1984)

## Baubeschreibung
Die Kirche steht unter Denkmalschutz und bildet mit dem alten Friedhof und dem Pfarrhof ein Ensemble (Akten-Nummern D-1-89-154-54, -55 und -60). Die Beschreibung des Bayerischen Landesamts für Denkmalpflege lautet:

„Katholische Pfarrkirche Mariä Geburt, Chor und Turmuntergeschoss spätgotisch, 15. Jahrhundert, Turmobergeschoss barock, alle übrigen Bauteile von 1837–1839; mit Ausstattung.
Friedhof bei der Pfarrkirche, angelegt 1854 ff. und erweitert 1882/1883; Einfriedungsmauer mit vorgelegter Gruftarkadenhalle an der Süd- und den Südteilen der West- und Ostseite sowie Kreuzkapelle, 1853/1854, mit Grabstein Harner 1502/1515, Priestergedächtnisstätte und Grabdenkmälern des späten 19. bis frühen 20. Jahrhunderts, Einfriedungsmauer der Nordseite und des Nordteils der West- und Ostseite, mit Thujen-Bepflanzung, 1882/1883 (Friedhofserweiterung), einschließlich der Grabdenkmäler des 19./20. Jahrhunderts; Rotmarmortreppe an der Nordseite und Granittreppen an der West- und Ostseite, letztere flankiert von vier Pestsäulen, 16./17. Jahrhundert; Kriegergedächtnisstätte am Ostschluss des Chors; Leichenhaus, Anfang 20. Jahrhundert; Sühnekreuz (Kreuzstein), mittelalterlich, an der Nordostecke des Friedhofes.
Pfarrhaus, zweigeschossig mit Walm-Scharschindeldach, 1808/1811.“